# Pedro Pires
Pour les articles homonymes, voir Pires.
Pedro de Verona Rodrigues Pires, né le 29 avril 1934 à São Filipe (Fogo) au Cap-Vert, est un homme d'État cap-verdien. Premier ministre de 1975 à 1991, il est aussi président de la République du 22 mars 2001 au 9 septembre 2011.

## Biographie
Né en 1934 à São Filipe sur l'île de Fogo, Pedro Rodrigues Pires acquiert une formation militaire au sein de l'armée portugaise. À partir de 1963, et de l'insurrection armée du Parti africain pour l'indépendance de la Guinée et du Cap-Vert (PAIGC), il participe à la lutte pour l'indépendance de la Guinée-Bissau et du Cap-Vert, étant alors basé en Guinée-Bissau. Il est promu commandant au sein de ces forces indépendantistes et, lors de l'indépendance de la Guinée-Bissau en septembre 1973, il devient commissaire d'État adjoint aux Forces armées révolutionnaires du peuple. Il était considéré comme un commandant respecté et apprécié des paysans.
Il regagne ensuite l'archipel du Cap-Vert en septembre 1974 pour y préparer l'indépendance de ce territoire insulaire, une évolution organisée avec le nouveau pouvoir portugais et placée toujours sous l'égide du PAIGC. Le 29 septembre 1974, le commandant Pedro Pirès prend la tête de ce PAIGC au Cap-Vert. L'indépendance de l'archipel est proclamée le 6 juillet 1975. La présidence de la République du Cap-Vert revient à Aristides Pereira, qui avait participé, en 1956, aux côtés d'Amílcar Cabral, à la création du PAIGC. Pedro Pires est nommé premier ministre,.
En 1980, le Parti africain pour l'indépendance de la Guinée et du Cap-Vert se scinde en deux partis distincts : une formation du même nom subsiste en Guinée-Bissau et le Parti africain pour l'indépendance du Cap-Vert (PAICV) est créé au Cap-Vert. Ce pays est gouverné sous un régime alors marxiste, où le PAICV est le parti unique. Dix ans plus tard, le système politique au Cap-Vert s'ouvre au multipartisme. L'ancien parti unique, le PAICV, évolue vers la social-démocratie. Mais il perd dans un premier temps les différentes élections législatives et présidentielles, puis revient au pouvoir en remportant l'élection présidentielle cap-verdienne de 2001, avec Pedro Pires comme leader et candidat à la présidence,.
Il est donc élu président de la République du Cap-Vert le 25 février 2001. Il se réclame de la social-démocratie, bien que l’État n'entreprenne que peu de projets sociaux et que son parti, le PAICV, justifie désormais les réformes libérales.
Le 12 février 2006, Pedro Pires est réélu pour un deuxième et dernier mandat de président de la République en obtenant 50,98 % des voix face à Carlos Veiga (49,02 %), ancien Premier ministre de 1991 à 2000,.

## Distinctions
- Grand-collier de l'ordre de l'Infant Dom Henri, Portugal (2002)
- Lauréat du prix Mo Ibrahim en 2011.